# Говард (Джорджія)
Говард (англ. Howard) — переписна місцевість (CDP) в США, в окрузі Тейлор штату Джорджія. Населення — 50 осіб (2020).

## Географія
Говард розташований за координатами 32°36′15″ пн. ш. 84°22′45″ зх. д. / 32.60417° пн. ш. 84.37917° зх. д. (32.604098, -84.379104).  За даними Бюро перепису населення США в 2010 році переписна місцевість мала площу 7,55 км², з яких 7,50 км² — суходіл та 0,05 км² — водойми.

## Демографія
Згідно з переписом 2010 року, у переписній місцевості мешкало 110 осіб у 44 домогосподарствах у складі 31 родини. Густота населення становила 15 осіб/км².  Було 56 помешкань (7/км²).
Расовий склад населення:
| - 87,3 % — білих - 11,8 % — чорних або афроамериканців - 0,9 % — корінних американців |

До двох чи більше рас належало 0,0 %. Частка іспаномовних становила 5,5 % від усіх жителів.
За віковим діапазоном населення розподілялося таким чином: 23,6 % — особи молодші 18 років, 60,9 % — особи у віці 18—64 років, 15,5 % — особи у віці 65 років та старші. Медіана віку мешканця становила 44,5 року. На 100 осіб жіночої статі у переписній місцевості припадало 89,7 чоловіків;  на 100 жінок у віці від 18 років та старших — 78,7 чоловіків також старших 18 років.
Цивільне працевлаштоване населення становило 0 осіб. 